# Julie Michaux
Julie Michaux (Dunkerque, 12 febbraio 2002) è una pistard francese.

## Palmarès
- 2019 (Juniores)

Campionati francesi, 500 metri a cronometro Junior

## Piazzamenti

### Competizioni mondiali
- Campionati del mondo su pista

Saint-Quentin-en-Yvelines 2022 - Velocità a squadre: 5ª
Saint-Quentin-en-Yvelines 2022 - 500 metri a cronometro: 16ª

### Competizioni continentali
- Campionati europei su pista

Gand 2019 - Velocità a squadre Junior: 4ª
Gand 2019 - Velocità Junior: 10ª
Gand 2019 - 500 metri a cronometro Junior: 13ª
Gand 2019 - Keirin Junior: 12ª
Fiorenzuola d'Arda 2020 - Velocità a squadre Junior: 5ª
Fiorenzuola d'Arda 2020 - Velocità Junior: 5ª
Fiorenzuola d'Arda 2020 - Keirin Junior: 4ª
Fiorenzuola d'Arda 2020 - 500 metri a cronometro Junior: 7ª
Apeldoorn 2021 - Velocità Under-23: 12ª
Anadia 2022 - Velocità Under-23: 2ª
Anadia 2022 - 500 metri a cronometro Under-23: 5ª
Anadia 2022 - Keirin Under-23: 4ª
Monaco di Baviera 2022 - Velocità a squadre: 4ª
Monaco di Baviera 2022 - 500 metri a cronometro: 13ª
Grenchen 2023 - Velocità a squadre: 4ª
Grenchen 2023 - 500 metri a cronometro: 14ª